# Стяг Крука
Стяг Крука (в старогерманській, Hrafnsmerki; в староанглійській, Hravenlandeye) — трикутний стяг, на білому тлі якого зображався чорний Крук, можливо тотемної природи. Ним протягом тривалого часу (9- 11 століття н. е.) користувалися вожді вікінгів та інші правителі в Скандинавії. Один із країв трикутного прапора трохи заокруглений із своєрідними «променями». Часто використовувався як «флюгер» під час морської подорожі на човнах.
Дослідники вважають, що стяг із зображенням Крука був символом Одіна, котрий часто зображувався у супроводі двох круків, котрі називалися Хугін і Мунін. Припускалося, що знак Крука злякає ворогів символічною силою Одіна. Християнство вважало використання германського язичництва в будь-якій формі шкідливим і тому боролося з ним. Тому з укріпленням християнства в Скандинавії використання стяга Крука поступово припинилося.